# 7925 Shelus
7925 Shelus este un asteroid din centura principală de asteroizi.

## Descriere
7925 Shelus este un asteroid din centura principală de asteroizi. A fost descoperit pe 6 septembrie 1986 la Stația Anderson Mesa de Edward L. G. Bowell. El prezintă o orbită caracterizată de o semiaxă mare de 3,14 ua, o excentricitate de 0,19 și o înclinație de 1,6° în raport cu ecliptica.